# NGC 3447
NGC 3447 est une galaxie spirale barrée de type magellanique située dans la constellation du Lion. NGC 3447 a été découverte par l'astronome britannique John Herschel en 1836.

## Caractéristiques
NGC 3447 présente une large raie HI.

### Distance
Sa vitesse par rapport au fond diffus cosmologique est de 1 405 ± 34 km/s, ce qui correspond à une distance de Hubble de 20,7 ± 1,5 Mpc (∼67,5 millions d'al).
À ce jour, quatre mesures non basées sur le décalage vers le rouge (redshift) donnent une distance de 13,730 ± 9,802 Mpc (∼44,8 millions d'al), ce qui est légèrement à l'extérieur des valeurs de la distance de Hubble.

### Brillance de surface
En raison d'une brillance de surface égale à 15,61 mag/am2, on peut qualifier NGC 3443 de galaxie à faible brillance de surface (LSB en anglais pour low surface brightness). Les galaxies LSB sont des galaxies diffuses (D) avec une brillance de surface inférieure de moins d'une magnitude à celle du ciel nocturne ambiant.

## Supernova
La supernova SN 2012ht a été découverte dans NGC 3447 par Koichi Nishiyama et Fujio Kabashima le 18 décembre 2012. Cette supernova était de type Ia.

## Groupe de NGC 3447
NGC 3447 est la galaxie la plus grosse d'un groupe de galaxies qui porte son nom. Le groupe de NGC 3447 comprend au moins 4 autres galaxies : NGC 3447A (UGC 6007), NGC 3457, UGC 6022  et UGC 6035. La galaxie UGC 6007 est en contact étroit avec NGC 3447.